# 15384 Samková
15384 Samková eller 1997 SC4 är en asteroid i huvudbältet som upptäcktes den 26 september 1997 av den tjeckiske astronomen Petr Pravec vid Ondřejov-observatoriet. Den är uppkallad efter Filomena Samková.
Den tillhör asteroidgruppen Koronis.